# ويليام كولينز (سياسي أمريكي)
ويليام كولينز (بالإنجليزية: William Collins)‏ هو محامي وسياسي أمريكي، ولد في 22 فبراير 1818 في قرية لوفيل في الولايات المتحدة، وتوفي في 18 يونيو 1878 في كليفلاند في الولايات المتحدة. حزبياً، نشط في الحزب الجمهوري والحزب الديمقراطي. وقد انتخب عضو مجلس النواب الأمريكي.